# AREDS
Die Age-Related Eye Disease Study (AREDS) – Studie zu altersbedingten Augenerkrankungen – war eine klinische Studie, die von dem amerikanischen National Eye Institute (NEI) finanziert wurde, um Erkenntnisse über die Risikofaktoren, den natürlichen Krankheitsverlauf, und die Prognose der altersbedingten Makuladegeneration (AMD) und des Grauen Stars zu erhalten.
Zudem wurde die Wirkung von hochdosierten Antioxidantien (500 mg Vitamin C, 400 IE Vitamin E, 15 mg β-Carotin) und 80 mg Zink (als Zinkoxid) untersucht. Da die Zinkgaben zu einer Anämie führen können, wurde gleichzeitig mit 2 mg Kupferoxid supplementiert. An der Studie nahmen insgesamt 4757 Personen im Alter von 55 bis 80 Jahren teil; die durchschnittliche Beobachtungszeit betrug 6,3 Jahre. Die Ergebnisse der Studie wurden 2001 veröffentlicht.

## Ergebnisse
Die Gabe hochdosierter Antioxidantien und Zink verringert die Wahrscheinlichkeit eines Sehverlustes um 19 % sowie eines Fortschreitens einer AMD in ein fortgeschrittenes Stadium um 25 %. Ein fortgeschrittenen Stadium ist definiert als feuchte Makuladegeneration oder geografische Atrophie bei einer trockenen Makuladegeneration. Die Entwicklung der Katarakt wurde dagegen nicht beeinflusst.
Demzufolge empfiehlt das NEI den AMD-Risikopatienten, die Einnahme der sogenannten AREDS-Rezeptur „zu erwägen“. Raucher und ehemalige Raucher sollen bedenken, dass β-Carotin ihr Risiko, Lungenkrebs zu entwickeln, vermutlich erhöht.
Spätere Analysen von 2016 und 2018 haben gezeigt, dass die Risikoreduktion vom Genotyp des Patienten abhängt – während manche Patienten profitieren, kann es bei anderen sogar zu einer Verschlechterung der AMD kommen.

## AREDS-II-Studie
Eine retrospektive Evaluierung ergab, dass ein höherer Anteil von Lutein und Omega-3 ungesättigten Fettsäuren in der Diät eine signifikante inverse Korrelation mit der Entwicklung einer intermediären oder fortgeschrittenen AMD hat. Um diese Befunde zu verifizieren, wurde von 2006 bis 2012 die AREDS-II-Studie durchgeführt. Die Studie untersuchte, ob eine zusätzliche Gabe von hochdosierten Omega-3 (EPA/DHA 650/350 mg) und Lutein/Zeaxanthin (10/2 mg), die Wahrscheinlichkeit der Entstehung oder des Fortschreitens einer AMD verändert. Die Ergebnisse der multizentrischen Studie mit 4203 Teilnehmern sind im Mai 2013 veröffentlicht worden. Demnach senkt die zusätzliche Gabe der Carotinoide und der Omega-3-Fettsäuren zur AREDS-Rezeptur nicht weiter das AMD-Progressionsrisiko, jedoch könnten Lutein/Zeaxanthin ein geeigneter Ersatz für β-Carotin für (auch ehemalige) Raucher sein.
Ein Cochrane Review von 2017 kam ebenfalls zu dem Schluss, dass die Einname von Antioxidantien mit Zink wahrscheinlich das Fortschreiten der AMD und den Verlust der Sehkraft verzögert (moderater Evidenzgrad), was zu einer kleinen Verbesserung der Lebensqualität führen kann (geringer Evidenzgrad). Jedoch hat vergleichsweise die Einnahme von Vitamin E allein sowie von Lutein mit oder ohne Zeaxanthin keinen oder nur einen geringen Effekt (geringer Evidenzgrad).
Darüber hinaus wird in den analysierten Studien die Nichtberücksichtigung der Faktoren Lebensqualität und Kosten kritisiert, welche durch eine Wirtschaftlichkeitsanalyse relativiert wurde. Demnach haben Patienten mit fortgeschrittener AMD (AREDS-Kategorie 4) im Vergleich zu jenen, die keine AREDS-Supplementierung erhalten, eine bessere Lebensqualität sowie geringere Therapiekosten.

### AREDS1-Studie
- Age-Related Eye Disease Study Research Group: A randomized, placebo-controlled, clinical trial of high-dose supplementation with vitamins C and E, beta carotene, and zinc for age-related macular degeneration and vision loss: AREDS report no. 8. In: Archives of Ophthalmology (Chicago, Ill.: 1960). Band 119, Nr. 10, Oktober 2001, S. 1417–1436, doi:10.1001/archopht.119.10.1417, PMID 11594942, PMC 1462955 (freier Volltext) – (englisch).
- Age-Related Eye Disease Study 2 Research Group: Lutein + zeaxanthin and omega-3 fatty acids for age-related macular degeneration: the Age-Related Eye Disease Study 2 (AREDS2) randomized clinical trial. In: JAMA. Band 309, Nr. 19, 15. Mai 2013, S. 2005–2015, doi:10.1001/jama.2013.4997, PMID 23644932 (englisch).